# Copa Final Four de Voleibol de 2009
A Copa Final Four de Voleibol de 2009 foi a segunda edição do torneio e foi disputado entre os dias 9 e 13 de setembro de 2009 na cidade de Lima, Peru. Depois de muito esforço a Federação Peruana de Voleibol conseguiu o direito de poder sediar a competição. As equipes classificadas foram Brasil e Peru da zona sul-americana e República Dominicana e Porto Rico da zona NORCECA. Porto Rico desistiu de participar da competição e sua vaga foi repassada à equipe dos Estados Unidos. A equipe do Brasil conquistou o bicampeonato da competição.

## Equipes participantes
| | | | |
| Peru Zoila La Rosa Elena Keldibekova Patricia Soto Angélica Aquino Jessenia Uceda Moy Milagros Karla Ortiz Paola García Julissa Zamudio Clarivett Yllescas Leyla Chihuan Vanessa Palacios Técnico: Cheol Yong Kim | Brasil Welissa Gonzaga Carol Gattaz Natália Martins Regiane Bidias Adenízia Silva Ana Tiemi Fabíola de Souza Fernanda Garay Thaís Barbosa Joyce Silva Lia Castro Camila Brait Técnico: Paulo Cocco | República Dominicana Brenda Castillo Dahiana Burgos Niverka Marte Annerys Vargas Ana Yorkira Binet Cándida Arias Milagros Cabral de la Cruz Jeoselyna Rodriguez Bethania De la Cruz Lisvel Eve Mejía Marianne Fersola Norberto Karla Echenique Prisilla Rivera Gina Mambrú Técnico: Marcos Kwiek | Estados Unidos Nicole Fawcett Mary Spicer Christa Harmotto Nancy Metcalf Jordan Larson Alexis Crimes Cynthia Barboza Heather Bown Nicole Davis Stacy Sykora Lindsey Berg Angela Pressey Técnico: Hugh McCutcheon |

| Data  | Hora  | Jogo           | Jogo | Jogo                 | Parciais | Parciais | Parciais | Parciais | Parciais |
| Data  | Hora  | Jogo           | Jogo | Jogo                 | 1        | 2        | 3        | 4        | 5        |
| ----- | ----- | -------------- | ---- | -------------------- | -------- | -------- | -------- | -------- | -------- |
| 9/09  | 17:00 | Brasil         | 3-2  | Estados Unidos       | 25-12    | 18-25    | 25-22    | 19-25    | 15-13    |
| 9/09  | 19:00 | Peru           | 0-3  | República Dominicana | 14-25    | 22-25    | 13-25    | -        | -        |
| 10/09 | 17:00 | Brasil         | 3-0  | República Dominicana | 25-18    | 25-18    | 25-18    | -        | -        |
| 10/09 | 19:00 | Peru           | 1-3  | Estados Unidos       | 10-25    | 25-20    | 14-25    | 20-25    | -        |
| 11/09 | 17:00 | Estados Unidos | 0-3  | República Dominicana | 20-25    | 19-25    | 23-25    | -        | -        |
| 11/09 | 19:00 | Peru           | 0-3  | Brasil               | 18-25    | 24-26    | 11-25    | -        | -        |

| Pos | Equipe               | Pts | J | V | D | PP  | PC  | PA    | SP | SC | SA    |
| --- | -------------------- | --- | - | - | - | --- | --- | ----- | -- | -- | ----- |
| 1   | Brasil               | 6   | 3 | 3 | 0 | 252 | 204 | 1,235 | 9  | 2  | 4,500 |
| 2   | República Dominicana | 5   | 3 | 2 | 1 | 204 | 186 | 1,096 | 6  | 3  | 2,000 |
| 3   | Estados Unidos       | 4   | 3 | 1 | 2 | 254 | 246 | 1,032 | 5  | 7  | 0,714 |
| 4   | Peru                 | 3   | 3 | 0 | 3 | 171 | 246 | 0,695 | 1  | 9  | 0,111 |

| Data  | Hora  | Jogo                 | Jogo | Jogo           | Parciais | Parciais | Parciais | Parciais | Parciais |
| Data  | Hora  | Jogo                 | Jogo | Jogo           | 1        | 2        | 3        | 4        | 5        |
| ----- | ----- | -------------------- | ---- | -------------- | -------- | -------- | -------- | -------- | -------- |
| 12/09 | 17:00 | República Dominicana | 1-3  | Estados Unidos | 20-25    | 25-23    | 22-25    | 24-26    | -        |
| 12/09 | 19:00 | Brasil               | 3-0  | Peru           | 25-21    | 25-13    | 25-15    | -        | -        |

| Data  | Hora  | Jogo | Jogo | Jogo                 | Parciais | Parciais | Parciais | Parciais | Parciais |
| Data  | Hora  | Jogo | Jogo | Jogo                 | 1        | 2        | 3        | 4        | 5        |
| ----- | ----- | ---- | ---- | -------------------- | -------- | -------- | -------- | -------- | -------- |
| 13/09 | 16:00 | Peru | 0-3  | República Dominicana | 17-25    | 21-25    | 25-27    | -        | -        |

| Data  | Hora  | Jogo   | Jogo | Jogo           | Parciais | Parciais | Parciais | Parciais | Parciais |
| Data  | Hora  | Jogo   | Jogo | Jogo           | 1        | 2        | 3        | 4        | 5        |
| ----- | ----- | ------ | ---- | -------------- | -------- | -------- | -------- | -------- | -------- |
| 13/09 | 18:00 | Brasil | 3-1  | Estados Unidos | 25-17    | 25-16    | 25-27    | 25-19    | -        |

| #      | Equipe               |
| ------ | -------------------- |
| Gold   | Brasil               |
| Silver | Estados Unidos       |
| Bronze | República Dominicana |
| 4.     | Peru                 |

| MVP (Most Valuable Player) | Joyce Silva      | Brasil               |
| Melhor atacante            | Regiane Bidias   | Brasil               |
| Melhor bloqueio            | Christa Harmotto | Estados Unidos       |
| Melhor saque               | Adenízia Silva   | Brasil               |
| Melhor líbero              | Brenda Castillo  | República Dominicana |
| Melhor levantadora         | Ana Tiemi        | Brasil               |
| Melhor recepção            | Brenda Castillo  | República Dominicana |
| Melhor defesa              | Brenda Castillo  | República Dominicana |
| Maior pontuadora           | Angela Pressey   | Estados Unidos       |